# Vitry-sur-Seine
Vitry-sur-Seine és un municipi francès, situat al departament de la Val-de-Marne i a la regió de l'Illa de França. L'any 2004 tenia 81.500 habitants.
Està dividit entre el cantó de Vitry-sur-Seine-1 i el cantó de Vitry-sur-Seine-2, i forma part del districte de Créteil. I des del 2016, forma part de la divisió Grand-Orly Seine Bièvre de la Metròpoli del Gran París.